# طنين
الطنين (بالإنجليزية: Tinnitus) هو إدراك الصوت في حالة عدم وجود صوت خارجي مطابق. سيواجه الجميع تقريبًا «طنينًا طبيعيًا» خافتًا في غرفة هادئة تمامًا، لكن لا داعي للقلق إلا إذا كان مزعجًا أو يتداخل مع السمع الطبيعي أو مرتبطًا بمشاكل أخرى. على الرغم من وصفه غالبًا بأنه طنين، فقد يبدو أيضًا وكأنه نقرة أو أزيز أو هسهسة أو زئير. قد يكون الصوت رقيقًا أو مرتفعًا أو منخفضًا، وغالبًا ما يبدو أنه قادم من إحدى الأذنين أو كلتيهما أو من الرأس نفسه. في بعض الأشخاص، قد يتداخل الصوت مع التركيز وفي بعض الحالات يكون مرتبطًا بالقلق والاكتئاب. عادة ما يرتبط طنين الأذن بدرجة من فقدان السمع وانخفاض فهم الكلام في البيئات الصاخبة. إنه شائع ويصيب حوالي 10-15٪ من الناس. ومع ذلك، فإن معظم الناس يتعايشون معها، وهي مشكلة كبيرة في 1-2٪ فقط من جميع الناس.
بدلاً من كونه مرضًا، يعد طنين الأذن أحد الأعراض التي قد تنجم عن أسباب كامنة مختلفة ويمكن أن تنشأ في أي مستوى من مستويات الجهاز السمعي والهياكل خارج هذا النظام. الأسباب الأكثر شيوعًا هي تلف السمع، فقدان السمع الناجم عن الضوضاء أو فقدان السمع المرتبط بالعمر، والمعروف باسم الصمم. تشمل الأسباب الأخرى التهابات الأذن، أمراض القلب أو الأوعية الدموية، مرض منيير، أورام الدماغ، أورام العصب السمعي (أورام الأعصاب السمعية في الأذن)، الصداع النصفي، اضطرابات المفصل الصدغي، التعرض لبعض الأدوية، وإصابة سابقة في الرأس، شمع الأذن؛ ويمكن أن يظهر الطنين فجأة خلال فترة التوتر العاطفي. وهو أكثر شيوعًا عند المصابين بالاكتئاب.
يعتمد تشخيص طنين الأذن عادةً على وصف الشخص. عادةً ما يتم دعمه بواسطة مخطط صوتي وأذن وحنجرة وفحص عصبي. يمكن قياس درجة التداخل في حياة الشخص بالاستبيانات. إذا تم العثور على مشاكل معينة، يمكن إجراء التصوير الطبي، مثل التصوير بالرنين المغناطيسي (MRI). الاختبارات الأخرى مناسبة عندما يحدث طنين الأذن بنفس إيقاع ضربات القلب. وغالبا ما تُصنف الحالة عمليا على نطاق بسيط من «طفيف» إلى «كارثي» وفقا للصعوبات العملية التي يفرضها، مثل التدخل في النوم، وأنشطة ساكنة، والأنشطة اليومية العادية. تتضمن الوقاية تجنب التعرض للضوضاء الصاخبة لفترات أطول أو بشكل مزمن.
يعتبر الطنين شائع. حيث يبلغ حوالى واحد من كل خمسة أشخاص بين 55 و 65 عاما عن أعراض الطنين في استبيان الصحة العامة و 11.8 ٪ في استبيانات أكثر تفصيلا عن الطنين بالتحديد.

## الخصائص
يمكن الإحساس بالطنين في إحدى الأذنين أو كليهم، أو في الرأس. فعادة ما يوصف بأنه ضوضاء الرنين، ولكن في بعض المرضى يأخذ شكل الأنين عالي النغمة، طنين، الهسهسة، صراخ، طنين، التلوين أو صوت الصفير، أو كما الموقوتة، النقر، الهدير «الصراصير» أو «ضفادع الشجر» أو «الجراد»، الإيقاعات والأغاني، التصفير، أو حتى لهجة ثابتة نقية مثل التي تُسمع في اختبار السمع. كما وصفت بأنها صوت «اندفاع»، كما من الرياح أو الأمواج. ويمكن أن يكون الطنين على فترات متقطعة، أو مستمرا حيث يكون في هذه الحالة السبب في كرب عظيم. في بعض الأفراد، يمكن تغيير شدة الطنين بالكتف والرأس واللسان والفك، أو حركات العين.
يعانى معظم الناس فقدان السمع مع الطنين،  ذلك لأنهم غالبا ما يكونوا غير قادرون على سماع الأصوات الخارجية على النحو الصحيح والتي تحدث داخل نفس نطاق الترددات بأنها «أصوات وهمية». وقد أدى هذا إلى اقتراح أن أحد أسباب الطنين قد يكون ردا من التماثل الساكن لنواة الخلايا العصبية السمعية المركزية القوقعة الظهرية التي تجعلها ناشطة بشكل مفرط في تعويض لمدحلات فقدان السمع.
قد يتراوح الصوت المستقبل ما بين ضجيج الخلفية الهادئة إلى أن يكون سماع دوي أكثر من الأصوات الخارجية. مصطلح «طنين» عادة ما يشير إلى الحالات الأكثر شدة. أجرى هيلر وبيرغمان (1953) دراسة على 100 طنين من طلاب الجامعة الحرة الذين وضعوا في غرفة anechoic ووجدت أن 93 ٪ سمعوا أزيز، النبض أو صوت الصفير. وأوضحت دراسات كوهارت أن تضرر حاسة السمع (من بين الآثار الصحية الأخرى) من مستويات غير طبيعية من التعرض للضوضاء منتشر جدا في البلدان الصناعية.
لأغراض البحوث، يستخدم جرد طنين الأذن أكثر تفصيلا للمعوقين الجرد. وقد يسبب استمرار الطنين التهيج والتعب، وأحيانا الاكتئاب  والهلوسة الموسيقية.

## الطنين الموضوعى
في بعض الحالات، يستطيع الطبيب سماع صوت فعلي (مثلا، الإشاعة) المنبثقة عن أذنى المريض. وهذا ما يسمى الطنين الموضوعى. من الممكن أن ينشأ الطنين الموضوعى من تشنجات عضلية والتي تسبب النقرات أو طقطقة حول الأذن الوسطى. ويعانى بعض الناس من الصوت الذي يدق في نفس الوقت مع النبض (الطنين النابض أو طنين الأوعية الدموية). ويكون الطنين النابض عادة موضوعى الطبيعة، والناتجة عن تغير تدفق الدم أو زيادة الاضطرابات الدموية بالقرب من الأذن (مثل من تصلب الشرايين أو همهمة وريدية ، ولكنها يمكن أيضا أن تنشأ بوصفها ظاهرة موضوعية من زيادة الوعي بتدفق الدم في الأذن. ونادرا، يكون الطنين النابض عرض من حالات مهددة للحياة مثل تمدد الشريان السباتي  أو تشريح الشريان السباتى. كما قد يشير الطنين النابض أيضا إلى التهاب الأوعية الدموية، أو بشكل أكثر تحديدا، التهاب الشرايين ذو الخلية العملاقة.

## قياس الطنين
يعتمد أساس القياس الكمي للطنين على ميل المخ لاختيار أعلى صوت مسموع فقط. واعتمادا على هذا الميل، يمكن قياس سعة طنين المريض عن طريق اللعب عينة من الأصوات المعروفة السعة وسؤال المريض عما يسمعه. ويكون الطنين دائما مساوية أو أقل من عينة الأصوات التي سمعها المريض. هذا الأسلوب يعمل بشكل جيد جدا لقياس الطنين الموضوعى (انظر أعلاه). على سبيل المثال: إذا كان المريض لديه ورم جنيب العقدة العصبية نابض في أذنه، فإنه لن يكون قادرا على الاستماع لتدفق الدم من خلال الورم عندما تكون عينة الضوضاء 5 ديسيبل أعلى من صوت الضوضاء التي تنتجها الدم. كلما انخفضت سعة الصوت تدريجيا، سوف يصبح الطنين مسموعا، والمستوى الذي يحدث ذلك فيه يعطى تقديرا لسعة الطنين الموضوعى.
و مع ذلك الطنين الموضوعى نادر جدا. في كثير من الأحيان المرضى الذين يعانون من اورام نابض يبلغ عن وجود أصوات أخرى، متميز عن الضوضاء النابضة، التي ستستمر حتى بعد أن تمت إزالة الورم. هذا عموما هو الطنين الغير موضوعى، وهو، خلافا للشكل الموضوعي، لا يمكن اختباره بوسائل المقارنة.
إذا كان المريض يُركز على عينة من ضجيج، فإنها يمكن الكشف عن ذلك في كثير من الأحيان إلى مستويات أقل من 5 ديسيبل، وهو ما يدل على أن الطنين سيكون من المستحيل تقريبا سماعه. على العكس، إذا كان نفس المريض يُركز فقط على الطنين، سيبلغ عن سماع الصوت حتى عندما تتجاوز ضجيج الاختبار 70 ديسيبل، مما يجعل من الطنين أعلى من صوت رنين الهاتف. هذا الأسلوب الكمي يوحي بأن الطنين الغير موضوعى يتعلق فقط ما كان المريض يحاول أن يسمع. في حين أنه من المغري أن نفترض أن المرضى الذين يشكون من طنين بنشاط فقد أصبحت مهووسة الضوضاء، وهذا صحيح جزئيا فقط. حيث يوجد الضجيج غالبا في كل البيئات الصاخبة والهادئة، ويمكن أن يصبح تطفلا تماما على حياتهم اليومية. المشكلة هي غير طوعية؛ يشكو المرضى عموما ببساطة أنهم لا يمكنهم تجاوز أو تجاهل الطنين.
قد لا يكون الطنين الغير موضوعى دائما مرتبط بعطل الأذن أو فقدان السمع. حتى الناس مع السمع الممتاز تقريبا قد لا يزال يشكو من ذلك.

## آليات الطنين غير الموضوعي
تعتمد واحدة من الآليات الممكنة الانبعاثات الصوتية. تحتوى الأذن الداخلية على الآلاف من الشعيرات الدقيقة، تدعى stereocilia، والتي تهتز ردا على الموجات الصوتية والخلايا التي تقوم بتحويل الإشارات العصبية إلى الاهتزازات الصوتية. وترتبط خلايا الاستشعار مع خلايا اهتزازية خلال حلقة ردود الفعل العصبية، التي ينظمها المخ. هذه الحلقة عادة ما تعدل فقط دون ظهور التذبذب الذاتى، مما يعطي حساسية الأذن مذهلة والانتقائية. إذا لم يتغير شيء، فإنه من السهل على حساسية التكيف لعبور حاجز من التذبذب وينتج الطنين.
من الآليات الأخرى الممكنة لكيفية تغير الأمور في الأذن هي الأضرار التي لحقت بالخلايا المستقبلة. على الرغم من أن الخلايا المستقبلة يمكن تجديدها من خلايا Deiters الداعمة المجاورة بعد الإصابة في الطيور والزواحف والبرمائيات والثدييات إلا أنه يعتقد أنها يمكن أن تنتج فقط خلال مرحلة التطور الجنيني. على الرغم من أن خلايا الثدييات Deiters تتجدد وتحدد موقعها بطريقة مناسبة للتجدد، فإنها لم يلاحظ تحورها إلى خلايا مستقبلة إلا في تجارب زراعة الأنسجة. ولذلك، إذا أصبحت هذه الشعرات مدمرة، من خلال التعرض لفترات طويلة إلى مستويات الديسيبل المفرطة، على سبيل المثال، يحدث بعد ذلك الصمم لترددات معينة. في الطنين، قد يتابع كذبا المعلومات على تردد معين بأن صوت مسموع في الخارج موجود، عندما لا يكون.
آليات الطنين غير الموضوعى غالبا ما تكون غامضة. في حين أنه ليس من المستغرب أن صدمة مباشرة إلى الأذن الداخلية يمكن أن تسبب الطنين، وغيرها من الأسباب واضحة (على سبيل المثال، اضطراب مفصل الفك العلوى (TMJD أو TMD) وأمراض الأسنان) يصعب تفسيره. اقترحت الأبحاث أن هناك فئتين مختلفتين من الطنين الغير موضوعى: الطنين الأذنى، الناجمة عن الاضطرابات في الأذن الداخلية أو العصب السمعي، والطنين الجسدية، الناجمة عن الاضطرابات خارج الأذن والأعصاب ولكنها لا تزال داخل الرأس أو الرقبة. فمن المفتراض بأن الطنين الجسدي قد يكون ناجما عن «اضطراب مركزى» في المخ، حيث أن أعصاب معينة في الرأس والرقبة تدخل بالقرب من مناطق المخ المعروفة بالمشاركة في السمع.
اقترحت دراسات أجراها باحثون من جامعة أستراليا الغربية أن الطنين يكون بسبب زيادة النشاط العصبي في خلايا الدماغ السمعية حيث يستقبل المخ الأصوات، مما يؤدى إلى أن بعض خلايا العصب السمعي تصبح مثارة. وبناء على هذه النظرية فإن معظم الناس مع الطنين أيضا يعانون من فقدان السمع ، والترددات التي لا تُسمع ترتبط بالترددات غير الموضوعية للطنين. نماذج من فقدان السمع ويؤيد المخ الفكرة القائلة بأن رد فعل التماثل الساكن من نواة الخلايا العصبية المركزية الخلفية يمكن أن يؤدي إلى إثارتها في عملية تعويض لفقدان مدخلات السمع. وهذا بدوره يتصل بالتغيرات في الجينات المسؤولة عن تنظيم نشاط هذه الخلايا العصبية. تقترح هذه الآلية المقترحة العلاجات الممكنة للحالة، والتي تنطوي على تطبيع أو قمع النشاط العصبي الزائد من خلال وسائل كهربائية أو كيميائية.
في حين أن معظم المناقشات عن الطنين تميل إلى التركيز على الآليات المادية، هناك أدلة قوية على أن مستوى وعي الفرد بالطنين يكون مرتبط بالإجهاد، وهكذا ينبغي أن تعالج عن طريق تحسين حالة الجهاز العصبي عموما، وذلك باستخدام علاجات تدريجية وغير مزعجة، وطويلة الأمد.

## الوقاية
يمكن أن يكون الطنين وفقدان السمع يمكن أن تكون دائمة الظروف، وبالتالي من المستحسن أن تُتَّخَذُ تدابير وقائية. إذا كان رنين في آذان مسموعا بعد التعرض الطويل لمصدر ضوضاء عالية، مثل حفل موسيقي أو مكان العمل الصناعي، وهو ما يعني أن الضرر الدائم قد حدث بالفعل. التعرض الطويل لمستويات الضوضاء منخفضة تصل إلى 70 ديسيبل يمكن أن يؤدي إلى تضرر حاسة السمع (انظر الآثار الصحية الضوضاء). للموسيقيون والدي جي، تلعب سدادات الأذن الخاصة بالموسيقيين دورا كبيرا في منع الطنين ويمكن أن تقلل من صوت الموسيقى دون تشويه الصوت وتمنع حدوث الطنين في السنوات اللاحقة. وتعتبر سدادات الأذن مفيدة أيضا للحد من التعرض للضوضاء لأى شخص يعمل بالأجهزة الكهربائية التي تعمل بصوت عالى، مثل المكانس الكهربائية، ومجففات الشعر، وماكينات جز العشب.
و من المهم أيضا فحص الأدوية لاحتمال التسمم الأذني. يمكن أن يكون التسمم الأذني تراكميا بين الأدوية، أو يمكن أن تزيد كثيرا من الضرر الناجم عن الضوضاء. إذا كان لابد من تناول الأدوية السامة للأذن، يمكن أن يقلل الضرر الناجم بالاهتمام الكبير من قبل الطبيب لتفاصيل الوصفة الطبية، مثل جرعة الدواء، والفاصل الزمني.

## أسباب الطنين غير الموضوعي
يمكن أن يكون الطنين له أسباب كثيرة مختلفة، ولكن النتائج الأكثر شيوعا من اضطرابات الأذن—نفس الحالات التي تسبب فقدان السمع. السبب الأكثر شيوعا هو فقدان السمع الناتج من الضوضاء، والناجمة عن التعرض للضوضاء الصاخبة أو المفرطة. لكن الطنين، جنبا إلى جنب مع بداية فقدان السمع المفاجئ، قد لا يكون هناك سبب خارجى واضح. ويمكن أن تسبب الأدوية السامة للأذن الطنين إما ثانوى لفقدان السمع أو دون فقدان السمع، ويمكن أن يزيد من الأضرار التي سببها التعرض للضوضاء الصاخبة، حتى في الجرعات التي ليست في حد ذاتها سامة للأذن.
الطنين هو أيضا من الآثار الجانبية لبعض الأدوية عن طريق الفم، مثل الأسبرين، كما قد تنجم عن انخفاض غير عادي في مستوى نشاط السيروتونين. وإنما هو أيضا من الآثار الجانبية الكلاسيكية لعقار كينيدين، من الفئة ألف لمكافحة عدم اتساق نبضات القلب. وقد تم الإبلاغ عن أكثر من 260 أدوية تسبب الطنين كأثر جانبي  في كثير من الحالات، ومع ذلك، لا يمكن تحديد السبب العضوى الكامن وراء الطنين.
أسباب الطنين تشمل ما يلي:
- مشاكل الأذن وفقدان السمع:
  - صَمَمٌ تَوصيلِيّ
    - عدوى الأذن الخارجية
    - صدمة صوتية
    - طبلة الأذن
    - أجهزة تكبير الصوت الفرعية [34]
    - انحشار الصملاخ مادة شمعية (شمع الأذن)
    - انْصِبابٌ مِنَ الأُذُنِ الوُسْطَى
    - التصاق القناة الفوقية

  - صمم عصبي حسي
    - ضوضاء صاخبة أو مفرطة
    - صمم شيخوخي (فقدان السمع المرتبط بالعمر)
    - ورم العصب السمعي
    - التسمم بالزئبق أو التسمم بالرصاص
    - الأدوية السامة للأذن
      - المسكنات:
        - أسبرين
        - مضادات الالتهابات

      - مضاد حيوي
        - أمينوجلايكوسيد مثل جنتاميسين
        - كلورامفينيكول
        - إريثروميسين
        - تتراسيكلين
        - توبراميسين
        - فانكوميسين
        - فيبرامايسن[35]

      - العلاج الكيميائي ومضادات الفيروسات:
        - بليوميسين
        - إنترفيرون
        - بيجيلاتد انترفيرون الفا 2بى
        - سيسبلاتين
        - ميكلوريثامين
        - ميثوتريكسات
        - فينكراستين

      - مدرات البول الحلقية :
        - بوميتانيد
        - حمض الإيثاكرينيك
        - فوروسيميد

      - آخرون
        - كلوروكين
        - كينين
        - مضادات الاكتئاب

    - عقاقير الهلوسة:
      - ميو - 5 - ديت [36]
      - Diisopropyltryptamine (DiPT) [37]
- الاضطرابات العصبية:
  - تشوه تشيرى
  - تصلب متعدد
  - إصابة في الرأس
    - كسر في الجمجمة
    - إِصابَةُ الرَّأَسِ المُغْلَقة
    - إِصابَةٌ مصعية
    - اضطراب مفصل الفك العلوى
    - التهاب الشريان ذو الخلايا العملاقة
- اضطرابات التمثيل الغذائي
  - اضطرابات الغدة الدرقية
  - فرط شحميات الدم
  - نقص فيتامين ب 12
  - فقر الدم المصاحب لنقص الحديد
- الاضطرابات النفسية:
  - الاكتئاب
  - القلق
- الأسباب الأخرى :
  - متلازمة الالتهاب العضلي المتوتر
  - التهاب الأنسجة الليفية
  - التهاب وعائي
  - فرط التوتر (توتر العضلات)
  - متلازمة مخرج الصدر
  - مرض لايم
  - هيبناغوجيا
  - شلل النوم
  - Glomus tympanicum
  - لقاحات الجمرة الخبيثة التي تحتوي على مضاد الجمرة الخبيثة الواقية

## العلاج
هناك العديد من العلاجات المزعومة للطنين، بدرجات متفاوتة من الموثوقية الإحصائية :
الطنين الموضوعى :
- الجراحة بسكينة جاما (glomus jugulare) [38]
- تدريع المطرقة بزرع تفلون[39]
- توكسين البوتولينوم (الهزة حنكي) [40]
- بروبرانولول وكلونازبام (الاختلاف التشريحى للشرايين) [41]
- تطهير القناة السمعية (في حالة السد بشمع الأذن) [42]
- باستخدام مثير عصبى

الطنين الغير موضوعى :
- الأدوية والمواد الغذائية
  - ليدوكائين، وجد أن الحقن في الأذن الداخلية يقمع الطنين لمدة 20 دقيقة، وفقا لدراسة سويدية.[43]
  - البنزوديازيبينات (لورازيبام، كلونازيبام) في جرعات صغيرة
  - تتراسيكلين (أميتريبتيلين، نورتريبتالين) في جرعات صغيرة [44]
  - تجنب تناول الكافيين والملح والنيكوتين، [45][46][47]
  - وجد أن استهلاك الكحول يؤدى إلى كلا من الزيادة والنقصان في شدة الطنين. ولذلك، تأثير الكحول على شدة طنين يعتمد على أسباب حزن الفرد ولا يمكن اعتباره علاج.[47][48]
  - مكملات الزنك (حيث يوجد نقص الزنك في المصل) [49][50][51]
  - Acamprosate [52]
  - ايتدرونات أو فلوريد الصوديوم (تصلب الأذن) [53]
  - ليجنوكاين أو مضادات التشنجات(عادة في المرضى تستجيب لاخفاء الضوضاء البيضاء) [54]
  - كربمزبين [55]
  - ميلاتونين (و خاصة لمن لديهم اضطراب النوم) [56]
  - Sertraline [57]
  - تركيبات فيتامين (Lipoflavonoid) [58]
- التنبيه الكهربائي
  - الإثارة المغناطيسية أو التحفيز المباشر الشحنة المخى [59][60]
  - الإثارة الكهربائية للأعصاب تحت الجلد [61]
  - التحفيز المباشر من القشرة السمعية عن طريق زرع اقطاب كهربائية [62]
  - برتولد انجوث، طبيب الأعصاب الألماني تطبيق الشحنة الكهربائية أو المغناطيسية للتحفيز على رأس المريض لخفض صوت الرنين. ديرك دي ريدر، جراح الأعصاب البلجيكي زرع أقطاب كهربائية إلى الدماغ للذين يعانون من فرط نشاط الخلايا العصبية الطبيعية. كما وجد علماء كامبريدج أيضا أن ليدوكائين، وهو مخدر يقلل من الصوت في 2 / 3 من المرضى لمدة 5 دقائق، ولكنه يحتاج إلى دواء آخر لمنع آثاره الخطيرة.[63]
- الجراحة
  - إصلاح الناسور الليمفاوى [64]
- الصوت الخارجي
  - أظهر العلاج بالصوت منخفض النغمة بعض النتائج الايجابية المشجعة. (جامعة كاليفورنيا في اصدار صحيفة ايرفين)
  - اخفاء الطنين (الضوضاء البيضاء، أو على 'شكل' أفضل أو الضوضاء المصفاة) [65]
  - علاج إعادة تدريب الطنين [66][67]
  - العلاج بالإثارة السمعية (العلاج بالموسيقى) [68]
  - التعويض عن فقدان الترددات باستخدام إحدى وسائل السمع.[69]
  - الإثارة الصوتية الخارجية بالتوصيل العظمى للموجات فوق الصوتية [70][71]
  - تجنب الضوضاء الخارجية (الطنين الخارجية) [72]
- النفسي :
  - العلاج السلوكي الإدراكي [73]

## أشخاص مشهورة بالطنين
الشخصيات المشهورة بالمعانة من الطنين تشمل :
| - ريتشارد اتينبورو - توماس بانجلاتر - لودفيغ فان بيتهوفن - ايغور باليس - جيف بيك - بونو - بيتر براون - اريك كلابتون - لويس فرديناند سيلين - غراهام كول - تشارلز داروين - جون دينسمور - آل دي ميولا - داني إلفمان - تيل فالنير | - بول جيلبيرت - جاري جليتر - فرانسيسكو دى غويا - شارلي هادن - أيومي هاماساكي - جيمس هتفيلد - أدولف هتلر - جان دارك - غاريسون كيلور - ملس كينيدي - ستيف كيلبى - هيوي لويس | - مارتن لوثر - ستيف مارتن - جوزيف مأولى - ستيفن ميريت - مايكل أنجلو - روجر ميلر - موبي - ليونارد نيموي - اندي بارتردج - تيم باولز - توني راندل - رونالد ريغان - جيمي سافيل - روبرت شومان | - وليام شتنر - ألان شيبرد - بيدريتش سميتانا - فيفيان ستانشيل - جاك سترو - باربرا سترايساند - بيتر سترينغفيلو - بيت توونشند - نيل يونغ - فينسنت فان غوخ - بول سايمون |

## وصلات خارجية
- طنين والموسيقيين
- 2007 المادة نسخة محفوظة 10 نوفمبر 2019 على موقع واي باك مشين. في سياتل تايمز
- Groopman، Jerome (02/09/09). "That Buzzing Sound". The New Yorker Magazine. ص. 42–49. مؤرشف من الأصل في 2013-10-22. اطلع عليه بتاريخ 2009-02-08. {{استشهاد بخبر}}: تحقق من التاريخ في: |تاريخ= (مساعدة)

## الكتب
- Laurence McKenna; Gerhard Andersson; Baguley, David (2005). Tinnitus: A Multidisciplinary Approach. Whurr Publishers, Ltd. ISBN:1-86156-403-1. مؤرشف من الأصل في 2022-06-26.{{استشهاد بكتاب}}:  صيانة الاستشهاد: أسماء متعددة: قائمة المؤلفين (link)
- Kevin Hogan, PhD; Jennifer Battaglino, (2007). Tinnitus: Turning the Volume Down (Revised & Expanded). Network 3000. ISBN:1-93426-603-5.{{استشهاد بكتاب}}:  صيانة الاستشهاد: أسماء متعددة: قائمة المؤلفين (link) صيانة الاستشهاد: علامات ترقيم زائدة (link)